# Сио (Њујорк)
Сио (енгл. Scio) насељено је место без административног статуса у америчкој савезној држави Њујорк.

## Демографија
По попису из 2010. године број становника је 609.
| Група             | 2000.    | 2010.       |
| Белци             | 0 (0,0%) | 591 (97,0%) |
| Афроамериканци    | 0 (0,0%) | 4 (0,7%)    |
| Азијати           | 0 (0,0%) | 2 (0,3%)    |
| Хиспаноамериканци | 0 (0,0%) | 7 (1,1%)    |
| Укупно            | 0        | 609         |